# Cais do Galego
O Cais do Galego é uma instalação portuária portuguesa, localizada ao Galego, concelho das Lajes do Pico, ilha do Pico, arquipélago dos Açores.
Esta instalação portuária é principalmente utilizada para fins piscatórios e de recreio.